# Chromatonotus heterus
Chromatonotus heterus är en kackerlacksart som beskrevs av Morgan Hebard 1920. Chromatonotus heterus ingår i släktet Chromatonotus och familjen småkackerlackor.
Artens utbredningsområde är Panama. Inga underarter finns listade i Catalogue of Life.